# جين نيلسون (لاعب كرة قاعدة)
جين نيلسون (بالإنجليزية: Gene Nelson)‏ هو لاعب كرة قاعدة أمريكي، ولد في 3 ديسمبر 1960 في تامبا في الولايات المتحدة.

## وصلات خارجية
- جين نيلسون على موقعبيزبول رفرنس.كوم (الدوري الرئيسي) (الإنجليزية)
- جين نيلسون على موقع مشجعي الرسوم البيانية (الإنجليزية)